# Сельское поселение Анюйск
Се́льское поселе́ние Аню́йск — муниципальное образование в Билибинском районе Чукотского автономного округа Российской Федерации.
Административный центр — село Анюйск.

## История
Статус и границы сельского поселения установлены Законом Чукотского автономного округа от 29 ноября 2004 года № 43-ОЗ «О статусе, границах и административных центрах муниципальных образований на территории Билибинского района Чукотского автономного округа»

## Население
| 2010 | 2011 | 2012 | 2013 | 2014 | 2015 | 2016 |
| ---- | ---- | ---- | ---- | ---- | ---- | ---- |
| 480  | ↘475 | ↘472 | ↘468 | ↘459 | ↘457 | ↘434 |
| 2017 | 2018 | 2020 | 2021 | 2023 |      |      |
| ↘412 | ↘396 | ↘385 | ↗387 | ↘380 |      |      |

## Состав сельского поселения
| № | Населённый пункт | Тип населённого пункта       | Население |
| - | ---------------- | ---------------------------- | --------- |
| 1 | Анюйск           | село, административный центр | ↘380      |